# Julius Hofer
Julius Hofer (* 4. März 1890 in Schwabach; † 5. Februar 1953 ebenda) war ein deutscher Politiker (SPD). Er war von 1946 bis 1953 Mitglied des Bayerischen Landtages.

## Leben
Hofer erlernte das Aluminiumschlägerhandwerk und war nach der Lehrzeit in der Goldschlägerei bis 1914 und die ersten Jahre nach dem Krieg tätig. Er trat bereits 1907 in die SPD ein und wurde 1922 SPD-Parteisekretär für den Bezirk Aschaffenburg. Von 1924 bis 1933 war er Gausekretär des Reichsbanners Schwarz-Rot-Gold für Franken. In den Jahren 1933 und 1934 war er im Konzentrationslager Dachau inhaftiert. Danach war er von 1935 bis 1936 als Versicherungsinspektor bei der Filialdirektion Nürnberg der Concordia Lebensversicherungs AG tätig. Er arbeitete von 1936 bis 1939 in verschiedenen Zeitschriftenverlagen und anschließend als Hilfsarbeiter bei unterschiedlichen Betrieben. Immer wieder war er arbeitslos. Von 1941 bis 1945 folgte eine Beschäftigung als Versicherungsangestellter beim Deutschen Ring.
Zum zweiten Mal wurde er in Folge des Attentats vom 20. Juli 1944 im gleichen Jahr im KZ Dachau interniert. Ab Juni 1945 war er Verwaltungsstellenleiter der Allgemeinen Ortskrankenkasse (AOK) Mittelfranken.
Hofer war 1946 Mitglied der Verfassungsgebenden Landesversammlung von Bayern und vom 16. Dezember 1946 bis zu seinem Tod am 5. Februar 1953 für den Wahlkreis Mittelfranken und Stimmkreis Schwabach-Stadt, Schwabach-Land Mitglied des Bayerischen Landtages sowie der dortigen SPD-Fraktion. Im Landtag war er des Weiteren Mitglied des Ausschusses für kulturpolitische Angelegenheiten, des Ausschusses für die Geschäftsordnung und des Ausschusses für sozialpolitische Fragen.